# Pseudotorymus carinatus
Pseudotorymus carinatus is een vliesvleugelig insect uit de familie Torymidae. De wetenschappelijke naam is voor het eerst geldig gepubliceerd in 2007 door Xiao & Zhao.